# Anoplius ithaca
Anoplius ithaca är en stekelart som först beskrevs av Banks.  Anoplius ithaca ingår i släktet Anoplius och familjen vägsteklar. Inga underarter finns listade i Catalogue of Life.